# العالية (تونس)

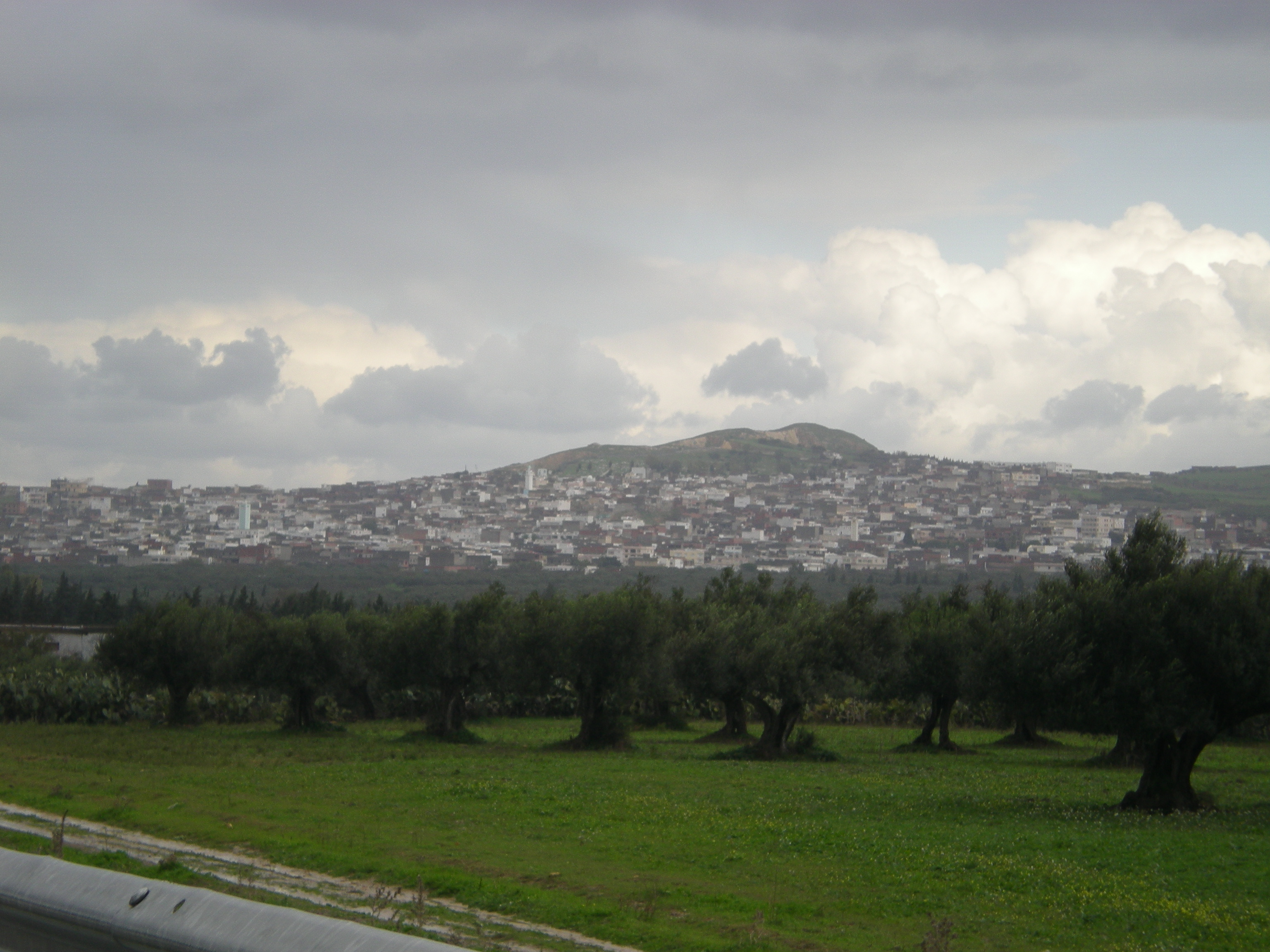
مدينة العالية

العالية مدينة تونسية تقع في شمال البلاد تنتمي إداريا إلى ولاية بنزرت. تبعد العالية 16 كم عن مدينة بنزرت و40 كم عن العاصمة تونس. يبلغ سكان بلدية العالية 22.000 نسمة.

## موقع
تقع العالية في صفح جبل حكيمة) 295م(بين عدة قرى أندلسية أخرى كغار الملح وعوسجة والماتلين ورأس الجبل ومنزل جميل وبنزرت. فهي تنتصب على منحدر صخري فهي بالتالي تتمتع بموقع حصين وهي تشرف على كامل السهول والبساتين المحيطة بها إلا أنها بعيدة عن الطرق الهامة والشواطئ فهي بالتالي لم تعرف تغييرات عميقة إلى قرون عديدة.

## تاريخ
بعد أن احتل الاسبان الأراضي التي أقام بها المسلمون لقرون عدة، وبعد اجبارهم على اعتناق الديانة المسيحية، أخفو حقيقة اسلامهم فقام فيليب الثالث سنة 1609 بطردهم من إسبانيا. وتعد العالية من الأماكن التي احتضنت المهاجرين الأندلسيين الذين قدموا إلى تونس في عهد عثمان داي الذي منحهم الأراضي ولم يجبرهم على دفع الضرائب مدة ثلاثة سنوات. وقد وصل إلى تونس قرابة 80.000 مهاجر. ولا شك أن الجالية الأندلسية التي استقرت بتونس وبنزرت والوطن القبلي، وأثرت تأثيرا بليغا في المجتمع ولقد بقي هذا التأثير قائما إلى يومنا هذا في الفن المعماري والفلاحة والصناعة والعادات فضل عن بعض الأسماء التي تذكرنا عند سماع نطقها بأصلها الأندلسي.

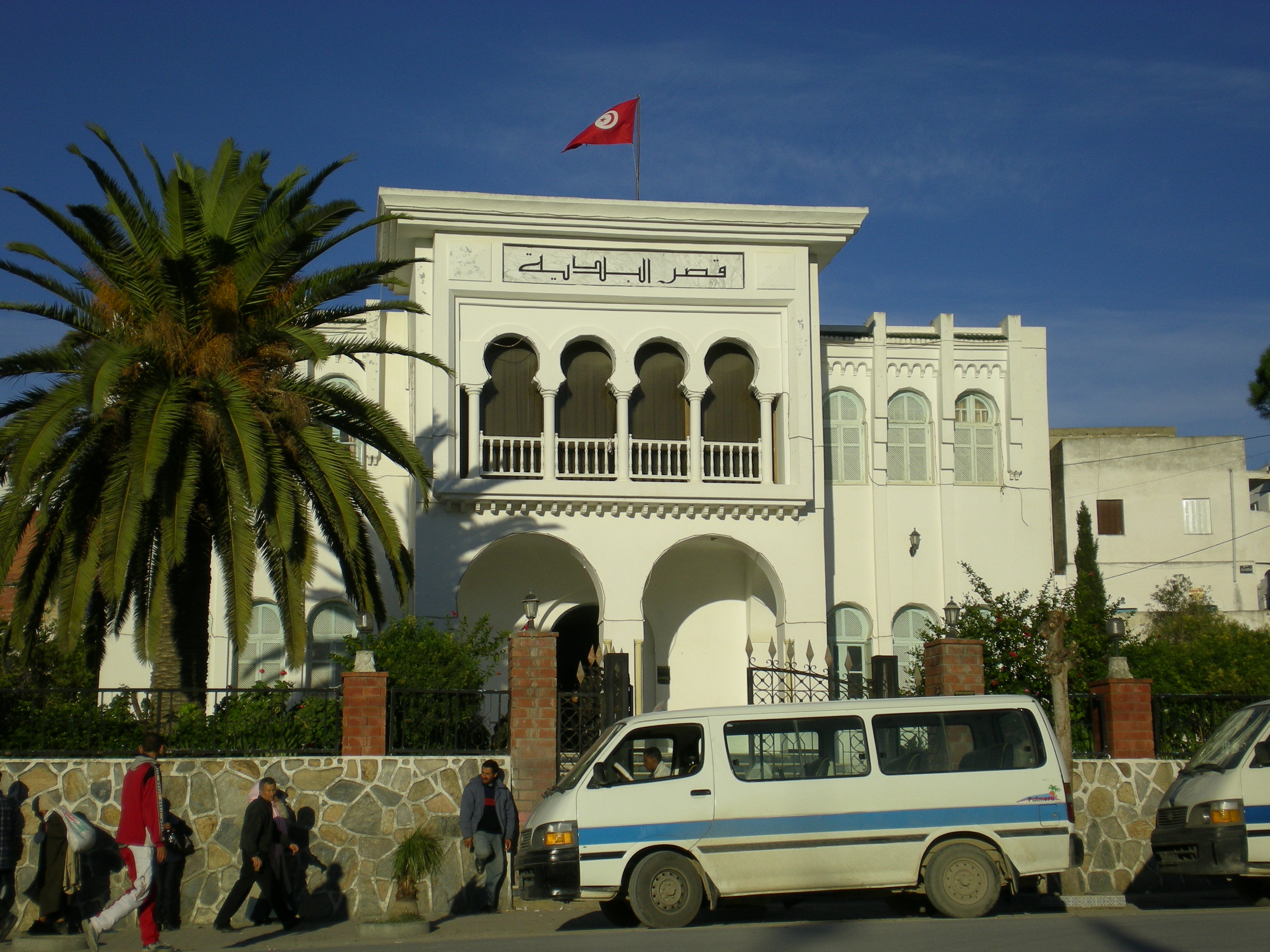
قصر بلدية العالية
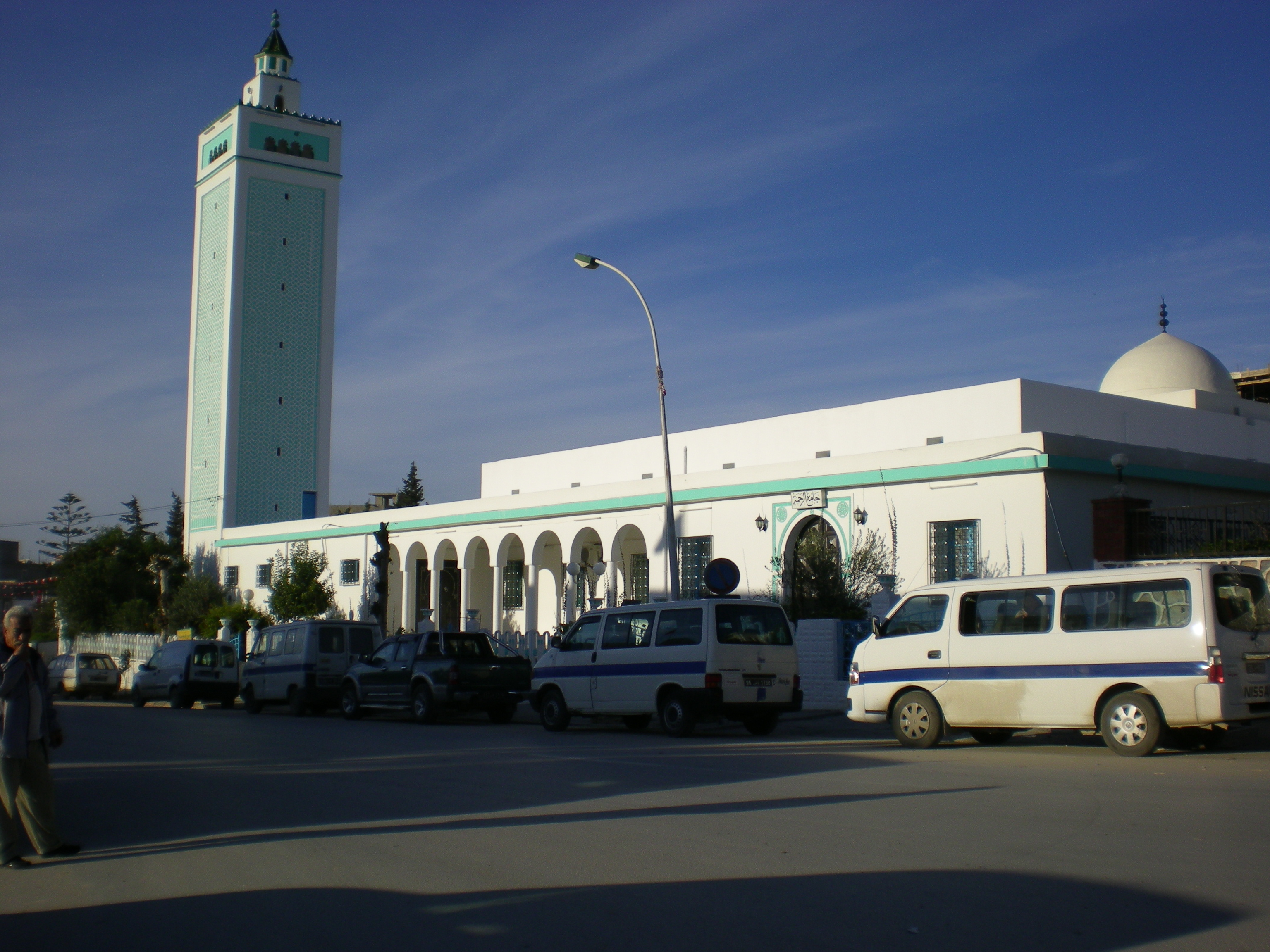
جامع الرحمة بمدينة العالية
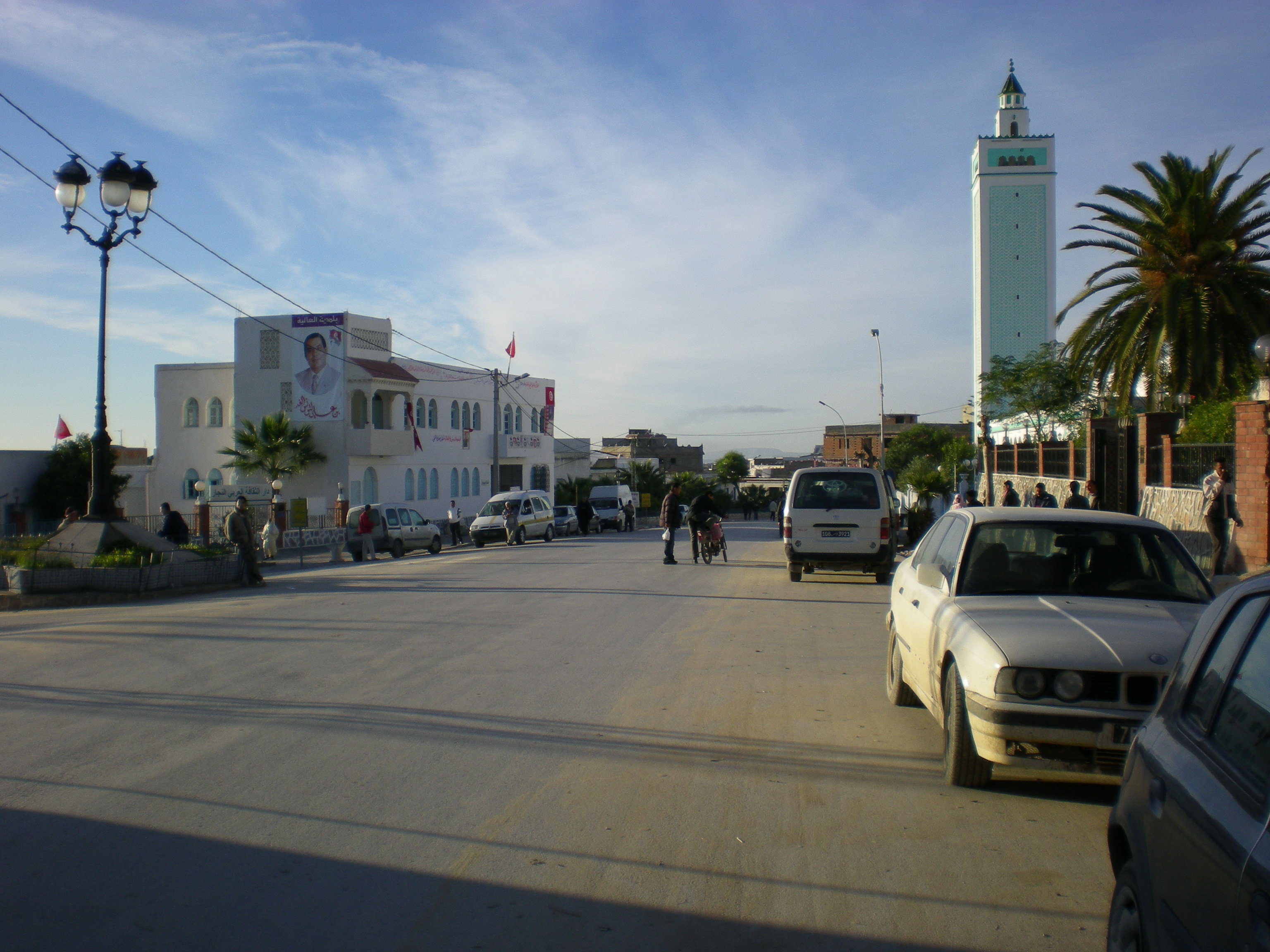
الشارع الرئيسي بالعالية